# Anacis atrorubra
Anacis atrorubra là một loài tò vò trong họ Ichneumonidae.